# Младенович, Стефан (сербский футболист)
Стефан Младенович (серб. Стефан Младеновић; родился 12 сентября 2007 года, Белград, Сербия) — сербский футболист, полузащитник ТСЦ.

## Клубная карьера
Стефан Младенович — воспитанник футбольного клуба «Чукарички». В 2022 году подписал с командой стипендиальный контракт до 2025 года.
2 декабря 2024 года перешёл в ТСЦ. За клуб дебютировал 8 февраля 2025 года в матче чемпионата Сербии против «Младост», выйдя на 37-й минуте вместо травмированного Михайло Баняца; в этом же матче забил свой первый гол за клуб.

## Карьера в сборной
В составе сборной Сербии до 16 лет сыграл 7 матчей, забил 1 мяч. Принимал участие на чемпионате Европы до 17 лет в составе сборной Сербии, где сыграл четыре матча. Сыграл 1 матч за сборную Сербии до 19 лет.

## Стиль игры
Универсальный футболист, которому лучше всего играть на позиции выдвинутого полузащитника или «восьмёрки».